# Ƒ
Der Buchstabe Ƒ (kleingeschrieben ƒ) ist ein Buchstabe des lateinischen Schriftsystems. Der Großbuchstabe besteht aus einem F mit Haken, während der Kleinbuchstabe ein kursives f mit Haken darstellt.
Er ähnelt damit dem (alt-)altgriechischen ϝ („wau“, deskriptive Bezeichnung „Digamma“ für „doppeltes Gamma“), welches je nach verwendetem Zeichensatz auch mit Haken dargestellt wird.

## Verwendung
Der Buchstabe wird in Ewe für den IPA-Laut ɸ verwendet.
Der Kleinbuchstabe ist das Währungssymbol für den Florin sowie den Gulden.
Im fotografischen Kontext wird der kleine Buchstabe auch für die Blendenöffnung verwendet (ƒ/2.8 als Alternative zu 1:2.8).

## Darstellung auf dem Computer
Mit LaTeX kann das Ƒ mit Hilfe der fc-Schriften dargestellt werden. Die zugehörigen Befehle sind \m F für das große und \m f für das kleine Ƒ.
Unicode enthält das „Ƒ“ am Codepunkt U+0191 und das „ƒ“ bei U+0192. Windows-1252 enthält den Kleinbuchstaben am Codepunkt 0x83.

## Trivia
Das kleine ƒ ist das einzige Schriftzeichen, welches sowohl in der Codepage 850 als auch in Windows-1252, jedoch nicht in ISO 8859-1 vorkommt.